# Cryptus miniatus
Cryptus miniatus là một loài tò vò trong họ Ichneumonidae.